# Франкония (винодельческий регион)

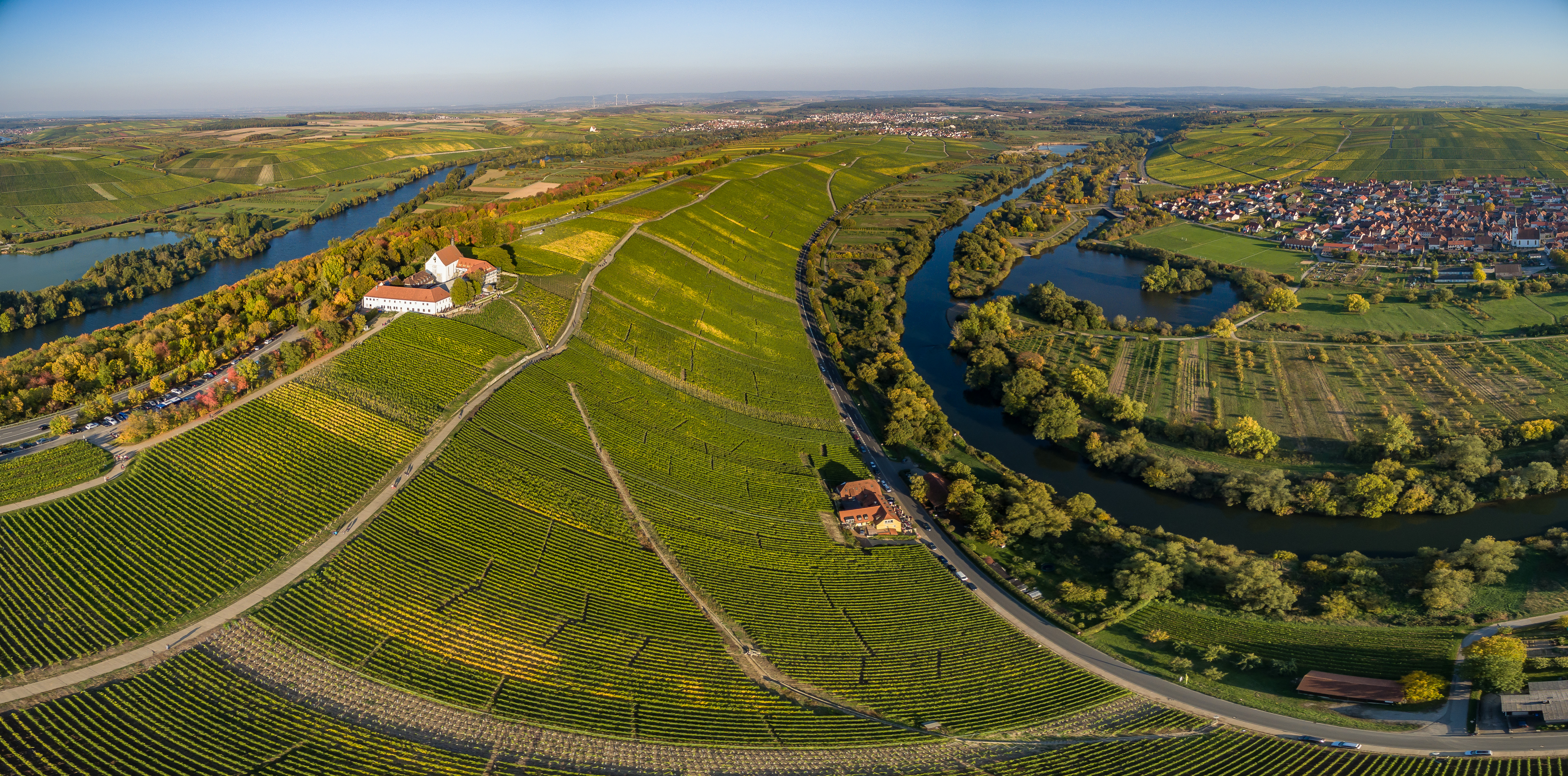
Изгиб Майна во Франконии. Хорошо видны виноградники у реки

Франкония (нем. Das Weinbaugebiet Franken) — один из 13 признанных винодельческих регионов Германии.
Франкония — единственный винодельческий регион Баварии, расположен на северо-западе одноимённой исторической области вдоль Майна. Основная часть виноградников региона расположена в Нижней Франконии около Вюрцбурга, небольшие площади находятся в Средней Франконии и Верхней Франконии в районе Бамберга.
К юго-западу расположены винодельческие регионы Баден и Вюртемберг, находящиеся на территории земли Баден-Вюртемберг.
Виноделие во Франконии имеет давнюю историю. В документе, датируемом 777 годом, есть запись о том, что Карл Великий подарил винодельню в городе Хаммельбург имперскому аббатству Фульда. В средние века площадь виноградников составляла около 40 тыс. га. К середине XX века она сократилась до чуть более 2000 га.
В 2014 году площадь виноградников региона составляла 6176 га, в 2020 году — 6163 га, производство вина — 267972 гектолитра.
Во Франконии производят в основном сухие белые вина (сильванер, мюллер-тургау и другие). Красные сорта винограда занимают около 20 % площади виноградников региона. Элитные вина Франконии разливают не в высокие узкие бутылки, а в плоские фляги, называемые боксбойтели, ставшие символом франконского вина.

## Галерея

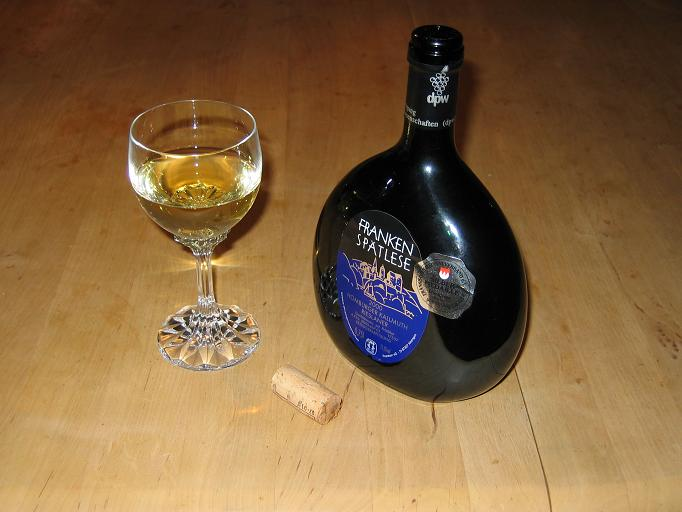
Боксбойтель с франконским вином
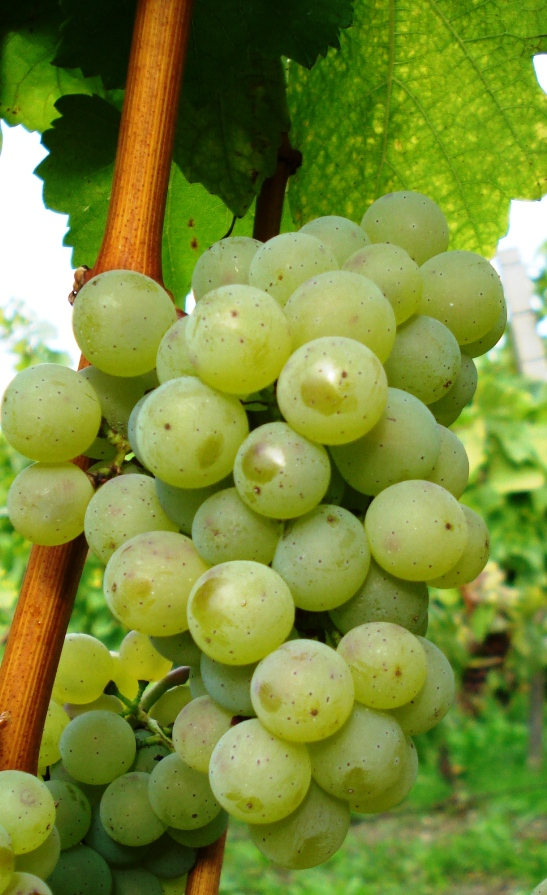
Франконский сильванер
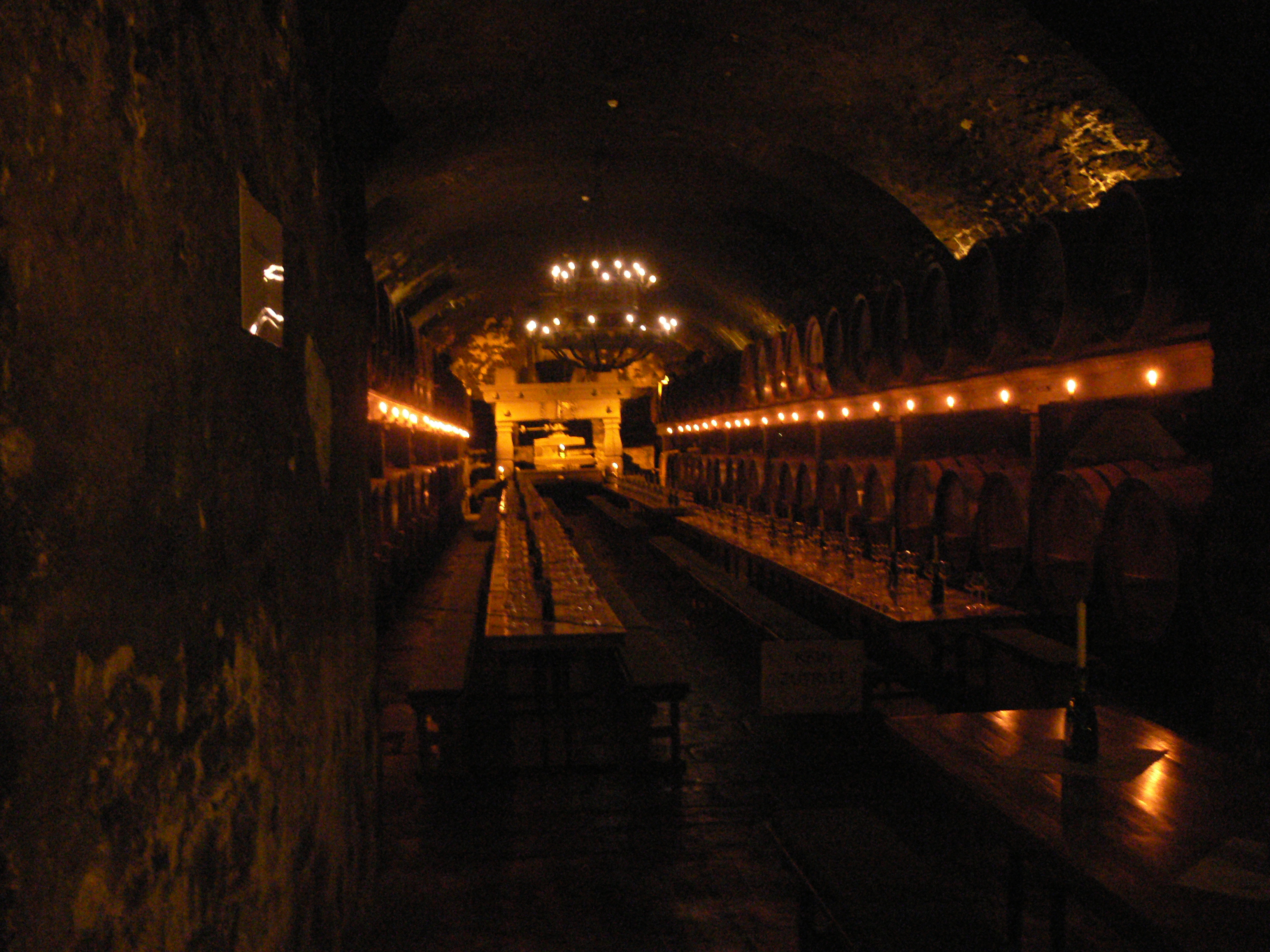
Винный погреб у Вюрцбурга
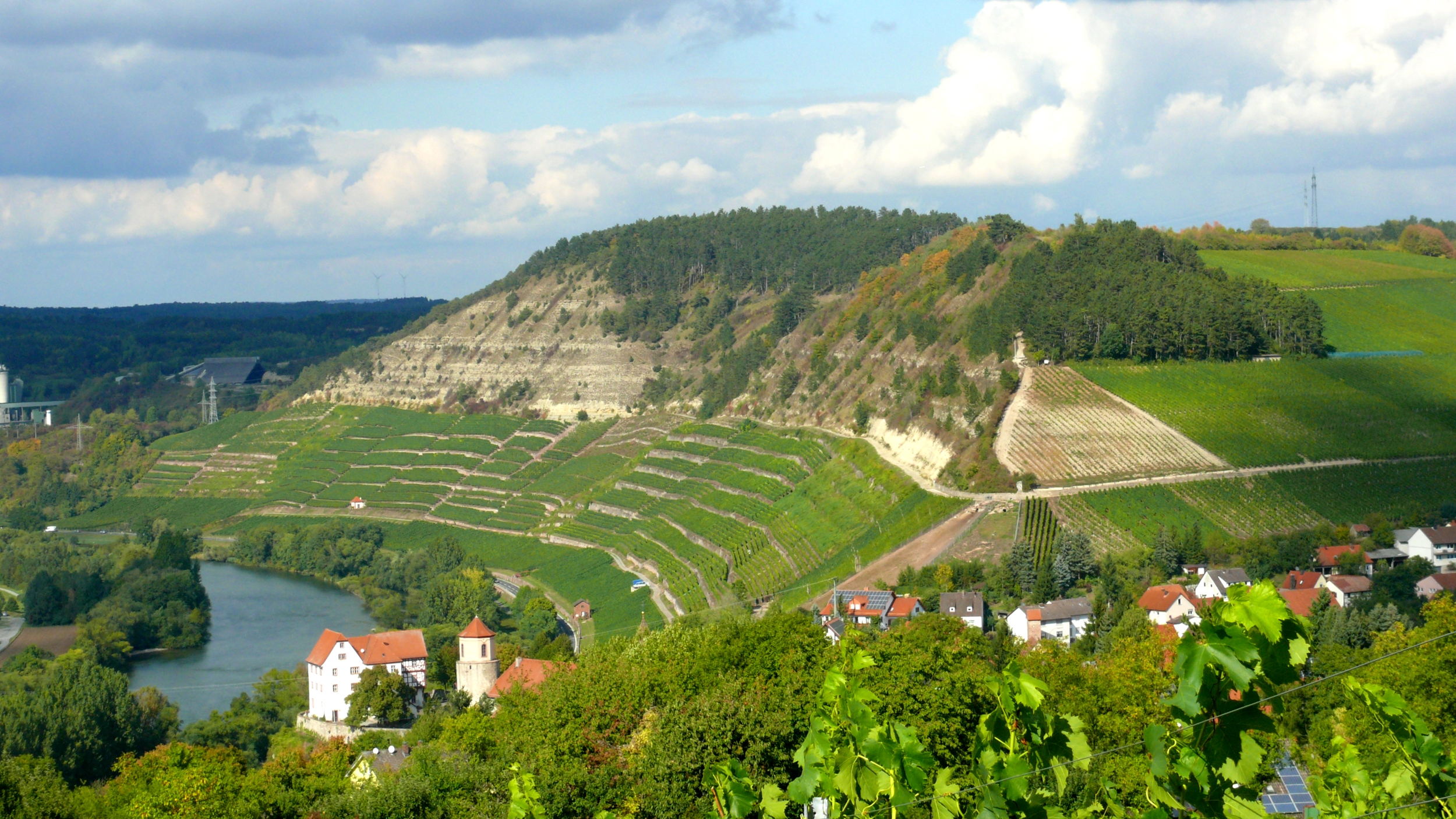
Виноградники на берегу Майна